# Dragon Quest Monsters: Joker
Dragon Quest Monsters: Joker (ドラゴンクエスト モンスターズ ジョーカー Doragon Kuesuto Monsutāzu Joka?) es un juego para Nintendo DS publicado por Square Enix, y la cuarta entrega de la serie Dragon Quest Monsters. Square Enix lanzó el juego el 28 de diciembre de 2006 en Japón y en América del Norte el 6 de noviembre de 2007.
Este es el primer juego de la serie para que el juego en línea, a través de Nintendo Wi-Fi. Al igual que los otros juegos de la serie, los diseños de los personajes y monstruos se abonan en artista Serie de Misiones desde hace mucho tiempo del Dragón, Akira Toriyama, con la música compuesta por Koichi Sugiyama.

## Juego
Dragon Quest Monsters: Joker es el primer juego de la serie Dragon Quest Monsters en estar en 3D, y el primero en ser desarrollado por TOSE. Se utiliza la animación cel-shaded, y las batallas son del mismo tipo que en otros juegos de Dragon Quest. Los comandos se emiten en un estilo basado en turnos, a continuación, se ejecuta en 3D.
Avatar del jugador es la de un joven moreno, de pelo gris con un nombre editable. Él sueña con ser un famoso cazatalentos de monstruos, que es un domador de monstruos salvajes que los utiliza en la batalla.
El sistema de combate en sí es muy similar a los anteriores juegos de Dragon Quest Monsters. El jugador controla hasta tres monstruos que componen el equipo, y puede emitir los pedidos directos o los puso a uno de los 5 ajustes de la IA. El personaje principal no participa directamente en las batallas a excepción de cuando el jugador utiliza elementos.
Joker no tiene batallas al azar. La única manera de encontrar enemigos es encontrarse con uno en el supramundo. Los monstruos se pueden ver, evitar, y atacaron a la espalda para conseguir una ronda de ataque gratuito.
El juego tiene lugar en la región conocida como Archipiélago Viridis, que consta de siete islas. Un jet ski se utiliza para viajar de una isla a otra, con rutas específicas definidas para cada par de pilares. Sin embargo, el personaje principal puede notar islas desconocidas más allá de algunas de las islas principales. Las posibilidades para esto son completamente al azar y no se encuentran en el mapa principal. Los piratas también pueden aparecer cuando se viaja entre las islas, con el capitán pirata, cuervo, contando como un monstruo raro.

### Wi-Fi
El juego también tiene un elemento de conexión Wi-Fi de Nintendo. El reproductor se conecta al servidor, y su equipo monstruo está en el puesto. El DS se descarga un conjunto de opositores a la guerra. Las batallas son contra los equipos monstruo de más y más altos clasificados otros jugadores. Para cada batalla se gana, se obtiene una recompensa, ya sea un producto o un monstruo. Estas recompensas cambian diariamente y pueden ir de los elementos poco interesantes a monstruos raros, como metal líquido limos. Esta característica está diseñada para ser utilizado una vez por día. El jugador sólo puede luchar contra una serie de oponentes, y obtener una recompensa una vez al día.

### Monstruos
El jugador tiene más monstruos que ellos. A diferencia de los juegos anteriores de la serie, se trata de un comando de batalla, y no el resultado de la utilización de elementos de batalla. Usted puede hacer muchos intentos de exploración que desee durante una batalla, hasta que el monstruo decide unirse, o se ofende. El éxito depende de la fuerza relativa de los monstruos que hacen el intento contra la defensa relativa del monstruo que está siendo explorado.
Las familias de monstruos se han reorganizado en una categorización diferente, por lo que algunos monstruos se encuentran en diferentes familias de lo que eran en los anteriores juegos de Dragon Quest Monsters. Los monstruos son Slime, Dragon, Naturaleza, Beast, Materia, Demon, Undead, e Incarni.
A diferencia de los juegos anteriores de la serie, no hay un jefe de la familia. Los monstruos jefe (juego final, o poderosos jefes de los juegos de Dragon Quest) se han fusionado con las otras familias. Por ejemplo, Zoma de Dragon Warrior III ya está en la familia del demonio.
Monstruos ahora tienen un rango asociado a ellos: F, E, D, C, B, A, S y X. Las filas dan una idea de lo rápido que crecen las estadísticas del monstruo, y lo difícil que es llegar, sintetizar. Hay 210 monstruos diferentes, aunque algunos son sólo swaps de color de otras con diferentes estadísticas.
Hay tres monstruos, Trode (トロデ, Torode), Leopold (レオパルド, Reoparudo) y Empyrea (レティス, Retisu) que no puede ser explorado o criados en el juego normal. La única manera de llegar a estos monstruos es visitar una estación de DS en Japón o conseguir todos los monstruos en tu biblioteca y hablar con un hombre. No se puede utilizar el modo inalámbrico de los juegos para luchar contra estos monstruos y tratar de explorar ellos. Leopold y Empyrea se requieren con el fin de sintetizar el monstruo principal en sus formas finales.

### Sistema de Bonus
Dragon Quest Monsters: Joker cuenta con un sistema de habilidades basado en el de Dragon Quest VIII: El periplo del Rey Maldito. Los puntos de habilidad se ganan en ciertos niveles de los personajes, y estos pueden ser asignados a una de hasta tres conjuntos de habilidades de los monstruos, las técnicas de aprendizaje o la obtención de las estadísticas aumenta.
Algunas habilidades pueden ser mejoradas por el gasto excesivo ellos. Otros pueden ser desbloqueados cuando los padres tienen habilidades específicas conjuntos de dominó. Al sintetizar, el monstruo resultante puede elegir sus conjuntos de habilidades de los sus padres habían, los que ese monstruo sabe, naturalmente, y cualesquiera otros nuevos desbloqueado.
También hay semillas de habilidad, que se pueden encontrar durante la noche, y le dan 3 puntos de habilidad para que el monstruo seleccionado.

## Historia
El protagonista, Joker, es un joven que desea unirse a la próxima Monster Scouting torneo que tendrá lugar en el grupo de islas Bahías Verde. Después de haber estado en prisión por intentar unirse sin permiso, Joker se reúne con Warden Trump, su padre y líder de CELL, una organización de investigación monstruo secreto. Trump da permiso Joker para participar en el torneo, pero solo por la misión de espiar todo lo relevante al torneo y por lo tanto no le da importancia si fracasa o triunfa, pero que no olvidara que es un infante de CELL. Después de elegir su primer monstruo, Joker se dirige a Isla Domus (otras 2 personas estarán para vigilarlo). Después de que nos dijeron que la ceremonia de inauguración se ha pospuesto, Joker se dirige a Isla Infant para tomar el Juramento del Scout. Después de llegar a la cima de la montaña, una domadora intenta reclutar a un monstruo canino extraño que podía hablar la lengua humana sin embargo no tenía intención de dejarse domar, burlándose para molestias de la chica, y entonces ante la distracción causada por nuestro protagonista el monstruo canino aprovecha para escapa. La chica se molesta con el protagonista debido a que por su culpa él escapo, aun así lo iba a perseguir ya que no quería permitir que nadie se lo quedara, es especial él. Ella se presenta como Solitaire.
Después de tomar Juramento del Scout y asistir a la ceremonia de inauguración, presidida por el Dr. Snap, el jefe de la Organización Scout Monster quien promete como premio al ganador un premio extremadamente valioso, la Marca del Reclutador pero para llegar a las finales primero deberán recolectar 10 cristales de Tenebrum, los cuales están por todas las islas y en cualquier parte posible.
Nuestro protagonista decide ir primero a Xeroph Isle, la isla desierta. Mientras intenta explorar totalmente la isla, se deja absorber a través de las arenas movedizas llevándolo a una cueva subterránea, allí ve al monstruo canino que solitaire trató de domar pero aquí estaba malherido y cae inconsciente tras ser atacado por un orc. Él protagonista decide pelear contra el Orc y lo derrota, lleva al monstruo canino a la taberna de la isla para que sea curado, pero el personal no puede hacer nada debido a que es un monstruo totalmente extraño, por suerte el Dr. Snap estaba allí y decide intentar curarlo. El protagonista oye Dr. Snap hablando con el monstruo canino que resultar ser una especie rara llamada Wulfspade acerca del Incarni, una criatura legendaria que una vez salvó Archipiélago Viridis de la destrucción. El Dr Snap llegó a pensar que era el Ircanus o que estaba relacionado pero desprecia la idea al ver que tan pequeño e indefenso era el Wulfspade por lo que decide irse sin más que hacer. Allí una vez que se reencuentra con el protagonista, intrigado le pregunta la razón por la que no lo reclutó ya que pudo haberlo hecho, observando que era una persona algo distinta decide hacerle un trato y a la vez un favor, le pide que lo acompañe al templo de la isla por una gran razón y a la vez él aproveche de intentar buscar lo necesario para el torneor. Él protagonista acepta gustosamente, diciéndole su nombre al Wulfspade.
el protagonista y Wulfspade encuentran el santuario y entran en la última cámara, para enfrentar y derrotar al centinela del templo Golem, y una vez que logran sus objetivos Wulfspadedecide hacer el ritual de la sagrada transformación y se transforma en una criatura aviar plumas, llamado Hawkhart. Hawkhart reconoce que nuestro protagonista es especial, y por lo tanto decide unirse de forma permanente a él, ya que después de todo pueden completar sus objetivos juntos más fácil al apoyarse el uno del otro, Hawkhart además le pide un favor más y es que le dé el premio del torneo, la Marca del reclutador, la razón en si no la dice pero simplemente argumenta que él la necesita mucho y que nuestro protagonista no le podría dar ningún uso, claro que el conseguirla significaría ganar el torneo y como es algo que él quiere sería buena recompensa también, a lo que el protagonista acepta sin problemas.
Viajan a la isla Palaish, una isla que al parecer le pertenece a una mujer de mucho dinero y prestigio, aquí para poder explorar toda la isla deberán completar una serie de retos que ella da, al completarlo puede ver toda la isla (aparentemente), logrando lo anterior se dirigen al santuario de la isla y se preparan para derrotar a su centinela Moosifer, al ganar Hawkhart vuelve a ser el ritual y se transforma de nuevo en una criatura primate, Cluboon. Es aquí donde la criatura le revela a nuestro protagonista su verdadera identidad: la Incarnus, lo hace debido a que ya confía plenamente en él, aun así pide que lo mantenga en secreto, sin embargo le advierte que su presencia no significa para nada buenas noticias, ya que su presencia significa el signo de una gran catástrofe y precisamente es lo que él está tratando de detener, y por lo tanto cada transformación le otorga mayor poder para hacerlo.
Después nuestro protagonista decide viajar a la isla Infern, lamentablemente ahora es simplemente una isla infestada de monstruos zombis donde al parecer tuvo un gran desastre ese lugar, obligando a las pocas personas de ahí a estar resguardadas, y parece que el viejo que tiene pesadillas de la aldea es uno de los testigos de tal suceso pero no se sabe más nada. Decide seguir de largo para llegar a la isla Celeste, es la isla más grande de todas y de hecho tiene dos grandes templos: el Templo del Sol y el Templo de la Luna, para llegar a la zona nexus deberán recolectar 2 tablillas para que el Gran Espejo los ayude a llegar a la más importante habitación, pero antes nuestro protagonista recibe una misión por parte de CELL, siendo más específico de Black Jockes y le dice al protagonista que debe retar al Dr Snap a una pelea, el resultado no es importante pero que sea como sea tendrá una buena recompensa siempre y cuando lo haga rápido, él se extraña pero de todas formas decide hacerlo, va hacia la oficina del Dr Snap y la recepcionista que no permitía la entrada extrañamente los deja entrar y hasta llega a convencer al Dr Snap para que tenga una pelea, haciéndolo en la isla Xeroph y luego del resultado el dr Snap se alegra de haber peleado y recuerda cuenda era un joven reclutador, deseando que sus consejos ayuden a nuestro protagonista. Al regresar a su oficina tiene la mala suerte que le han robado algo de su oficina y que al parecer la recepcionista ha desaparecido, unen cabos y declaran culpable a la desaparecida recepcionista, sin embargo el Dr Snap le dice a nuestro protagonista que sólo le robaron sus diarios y cosas sin valor y que estemos tranquilo y sigamos adelante, al salir Cluboon le pregunta si la misión que le dieron a él tenía algo que ver con el robo, pero no le dan mayor importancia, cuando van a volver a la isla está la noticia de que se puede llegar a la otra parte de la isla Celeste a través de la isla Infant, Cluboon concluye que su padre realmente cumplió su palabra. Luego de explorar toda la isla y de hacer lo que el gran espejo quería, los manda a la cámara nexus, allí Cluboon se sorprende que aún los centinelas bajo la situación en que se encuentran lo estén todavía retando, por lo que decide pelear contra el centinela Great Dragon, derrotándolo y volviéndose a transformar en otra criatura, llamada Diamagon, aquí Diamagon reflexiona acerca de la condición de recolectar los cristales de tenebrum, ya que son totalmente inútiles para los humanos y sólo contienen materia oscura, aun así no le sigue prestando más atención.
Luego se aparece en la isla Fertilis, logrando recolectar los 10 cristales y para ayudar a Diamagon va al último templo y extrañamente estaba Solitaire esperando por él, dejando claro que le falta sólo 1 cristal y que piensa ganarle para quedarse con Diamagon, cosa que a éste le molesta mucho, dejándole muchos deseos de ganarle para ver. Entra para pelear contra el último centinela y así completar la última transformación, enfrentándose al centinela Demon-at-arms, ganándole y haciendo el último rito para tener su forma deseada y más fuerte, Wullspae ace. Aquí le cuenta que su misión es detener la gran Hecatombe cada aproximadamente 300 años, es decir, la puerta entre el mundo humano y el mundo de oscuridad intentará abrirse, cosa que el debe evitar para salvar a todos de la destrucción, y para poder lograrlo debe obtener el premio del torneo y así obtener todavía un poder superior, o sino volvería a pasar como hace algún tiempo atrás.
Ya devuelta a la isla Domus con los 10 cristales hace sonar la campana, para ser reconocido como el último participante de la ronda final. Luego se encuentra con Solitaire recordándole la apuesta, y más adelantecon Black Jocques dándole órdenes de su padre a través de una carta, diciéndole que su misión de infiltración había sido cumplida haciendo que Wullspade Ace se alegrara. Compite en la ronda final del torneo, enfrentándose a los 4 favoritos y siendo la última rival Solitaire quien resulta llamarse en realidad Orda Go (es una princesa), pero a ella no le gusta que la llamen así para nada, de hecho como Wullspade Ace la llama así antes de pelear, se enfurece y lo golpea, quedando descalificada por las reglas y haciendo que el protagonista sea proclamado campeón de la 7.ª ceremonia.
El Dr Snap se da cuenta de que el Wullspade Ace es realmente fuerte y que es el Incarni pero no lo dice, y extrañamente había dejado el premio en su oficina diciéndole al protagonista que lo busque más tarde en su oficina. Van por el premio pero lamentablemente era una trampa del Dr Snap, ya que le lanza energía oscura de una esfera de tenebrum y hace que el Incarni cambie de aspecto y misión, le entregan la marca pero se da cuenta de que es falsa, a lo que hace que el Dr Snap se de cuenta que realmente le robaron eso pero no se preocupa ya que el Incarni le dice que sabe dónde está, el protagonista intenta deterlos pero es atacado y dejado inconsciente.
Dr. Snap le da la marca toma la Incarni con él a Infern Isle. Después de viajar a través de varias islas distintas un desastre Infern Isle. Joker llega a Infern isla y comienza a escalar el volcán. Cerca de la entrada al volcán interno, Joker debe luchar contra el as de espadas. Después de derrotar al as de espadas, bromista recupera la Incarni. Joker llega a la cima del volcán. Allí les espera el Dr. Snap, que se transforma en un monstruo después de que absorbe darkonium y ataques Joker. Después Joker gana la batalla de los sellos Incarni el portal y desaparece. Más tarde, después de Joker se aconseja volver a Infant Isle, vuelve a aparecer el Incarni en Piedra del Scout y se reúne con Joker.

## Desarrollo
Desarrollado por detrás del juego escenas desarrollador TOSE, Dragon Quest Monsters: Joker es el primer juego de Dragon Quest que cuentan con capacidades Wi-Fi. Yuji Horii, famoso por liderar el desarrollo de todos los juegos de Dragon Quest, añade nuevos elementos de juego para esta entrega, tales como "scouting" de monstruos. Akira Toriyama, creador de Dragon Ball, también volvió a Joker, la creación de la visuales para el juego en su estilo único. Completando el equipo de Dragon Quest, Koichi Sugiyama componen las pistas de Joker.

## Recepción
Dragon Quest Monsters: Joker recibieron puntajes bastante decente en general, obteniendo un promedio de 76 % en Metacritic, GameSpot Austin Shau dio al juego un 7.5/10, o " bueno", con comentarios en su mayoría positivas, pero aconseja a los usuarios que se acercan al intenso nivel de molienda con precaución. IGN le dio una puntuación parecida, 7.9, citando excelentes gráficos del juego y sobre todo calidad. IGN afirmó que el juego " sin duda debe sorprender a algunos recién llegados a la franquicia en la gran cantidad de profundidad y versatilidad que presenta". Nintendo Power dio el juego 8/10, y defendió Joker, diciendo que no era más que un Pokémon pretendiente. del mismo modo, GameSpy dio Joker un 8/ 10, y hace cumplir la idea de que el juego es algo más que una copia de Pokémon. Gamezone también dio al juego una opinión positiva con una puntuación de 8/10. Sin embargo, GamePro, que dio un Joker 3,25 / 5, sintió el juego era sólo "otro monstruo juego de captura y de batalla" en la línea de Pokémon. La revisión también citó el Movimiento Scout a ser complicado y que la cámara de batalla puede ser molesto. Game Informer dio el juego 8/10, con el juego que recibe el "Juego de mano del Mes" de la edición de diciembre de 2006. Juegos de la revista japonesa Famitsu dio al juego una crítica positiva, con una puntuación total de 36/40.
Dragon Quest Monsters: Joker vendió 593.994 unidades en los primeros cuatro días después del lanzamiento en Japón Hasta la fecha, ha vendido más de 1,45 millones de unidades, Joker fue muy popular en Japón, mercancía desove basado en el juego, por ejemplo como la realización de los casos, para la Nintendo DS.

## Secuela
Cerca del final de enero Square Enix ha anunciado el desarrollo de Dragon Quest Monsters: Joker 2. El juego no es una secuela directa de Joker, con un nuevo protagonista, más de 300 monstruos (algunos de Dragon Quest IX: Centinelas del firmamento) y multijugador en línea directa de batalla de la Nintendo Wi-Fi.
- Datos: Q2743625